# ヴァルター・ゲルラッハ
ヴァルター・ゲルラッハ（Walther Gerlach、1889年8月1日 - 1979年8月10日）はドイツの物理学者。磁場中のスピン量子化（シュテルン＝ゲルラッハ効果）の発見者の1人である。

## 生い立ち
ドイツ帝国、Hessen-NassauのBiebrichで医学博士のValentin Gerlachとその妻Marie Niederhaeuserの間に生まれる。
1908年よりテュービンゲン大学で学び1912年にフリードリッヒ・パッシェンの指導の下で博士号を取得する。論文題目は放射線の測定であった。博士号取得後、1911年から務めていたパッシェンの助手を続けた。第一次世界大戦に従軍しながら1916年にテュービンゲン大学でハビリテーションを完成させた。

## 経歴
1915年から1918年までの戦争中にはドイツ陸軍に服した。マックス・ヴィーンのもとイェーナで無線電信に取り組んだ。また、Rudolf LadenburgのもとArtillerie-Prüfungskommissionにもいた。
1916年、テュービンゲン大学の私講師となる。翌年にはゲオルク・アウグスト大学ゲッティンゲンで私講師となる。1919年から1920年までFarbenfabriken Elberfeld（かつてのBayer-Werke）の物理学研究所の所長を務めた。
1920年、ヨハン・ヴォルフガング・ゲーテ大学フランクフルト・アム・マインのティーチングアシスタントおよび講師となった。翌年、員外教授となった。1921年11月から1912年にかけてオットー・シュテルンとともにシュテルン＝ゲルラッハ効果として知られる磁場中のスピン量子化を発見した。オットー・シュテルンは1943年にノーベル物理学賞にノミネートされ、1944年11月9日に受賞した。この際の受賞理由では非常に重要なシュテルン＝ゲルラッハの実験については言及されなかった。この実験は1922年の初頭にワイマール共和国でゲルラッハが最終的に成功したが、このときシュテルンはすでにRostockに移っていたため不在であり、「ナチス主導の」ドイツにおける継続な活動の観点からゲルラッハからの成果は差し控えられた（ヨハン・ヴォルフガング・ゲーテ大学フランクフルト・アム・マインの核物理学研究所に所属しヴァルター・ゲルラッハに関するノーベル委員会内の異なる意見に関する未発表の文書を保存しているDr. Horst Schmidt-Böckingからの2015年の口頭情報。Schmidt-Böckingはフランクフルトで計画されているSenckenberg-Museum内でのゲルラッハの実験の物理的な再構成にも取り組んでいる）。
1925年、フリードリッヒ・パッシェンの後継としてテュービンゲン大学の正教授となった。1929年、ヴィルヘルム・ヴィーンの後任としてルートヴィヒ・マクシミリアン大学ミュンヘンの正教授となった。1945年5月にアメリカ・イギリス軍に逮捕されるまでこの地位にあった。
1937年から1945年まで、カイザー・ヴィルヘルム学術振興協会(KWG)の監査委員会のメンバーであった。1946年以降は第二次大戦後の後続的組織であるマックス・プランク研究所(MPG)で有力な役員であり続けた。
1944年1月1日、Abraham Esauに代わり正式にReichsforschungsrat (RFR, Reich Research Council) の物理学部門の長と核物理学のBevollmächtigter（全権委員）に就任した。同年4月にPhysikalische Zeitschriftの増補としての公式レポートであるReichsberichte für Physikを創設した。
1945年5月、アルソス作戦の下、イギリスとアメリカ軍によりフランスとベルギーに抑留された。その年の7月から1946年1月まではイプシロン作戦のもとイングランドのFarm Hallに抑留された。そこには原爆の開発に参加したと考えられる10人のドイツ人科学者がいた。
1946年にドイツに戻るとボン大学の客員教授となった。1948年から、ミュンヘン大学で実験物理学の正教授および物理学科の学科長となり1957年までこの地位にいた。1948年から1951年までは同大学の学長も務めている。
1949年から1951年まで、応用化学を推し進めるフラウンホーファー研究機構の初代機構長を務めた。1949年から1961年までドイツ研究扶助・振興協会(Deutsche Gemeinschaft zur Erhaltung und Förderung der Forschung、略称のDeutsche Forschungs-Gemeinschaft (DFG)や以前の名称Notgemeinschaft der Deutschen Wissenschaftとしても知られる)の副会長を務めた。
1957年、ゲッティンゲン宣言の共同署名者となり、ドイツ連邦共和国の核兵器の再武装に反対した。
1979年にミュンヘンで亡くなった。

## 他の地位、勲章、受賞
- 1935年より – アルノルト・ゾンマーフェルトの後任を任命する委員会の委員長[3]
- 1939年より – 船の消磁および魚雷の物理学に取り組んだComerlinのグループのメンバー[3]
- 1948年より – ゲッティンゲン、ハレ、ミュンヘン科学アカデミーのメンバー[3]
- プール・ル・メリット勲章 Civil Class[3]
- 1970年 – ドイツ連邦共和国功労勲章Bundesverdienstkreuz mit Stern
- 2015年 – シュテルン＝ゲルラッハの実験 part of World Cultural Heritage / Science (UNESCO)[要出典]

## 書籍
- Walther Gerlach: Matter, Electricity, Energy: The Principles of Modern Atomistic and Experimental Results of Atomic Investigations (D. Van Nostrand, 1928)
- Mac Hartmann and Walther Gerlach: Naturwissenschaftliche Erkenntnis und ihre Methoden (Springer, 1937)
- Walther Gerlach: Die Quantentheorie. Max Planck sein Werk und seine Wirkung. Mit einer Bibliographie der Werke Max Plancks (Universität Bonn, 1948)
- Walther Gerlach: Probleme der Atomenergie (Biederstein Verlag, 1948)
- Walther Gerlach: Wesen und Bedeutung der Atomkraftwerke (Oldenbourg, 1955)
- Walther Gerlach and Martha List: Johannes Kepler. Leben und Werk (Piper Verlag, München 1966)
- Walther Gerlach (editor): Das Fischer Lexikon – Physik (Fischer Bücherei, 1969)
- Walther Gerlach: Physik des täglichen Lebens – Eine Anleitung zu physikalischem Denken und zum Verständnis der physikalischen Entwicklung (Fischer Bücherei, 1971) ISBN 3-436-01341-2
- Walther Gerlach (editor): Physik. Neuasugabe Unter Mitarbeit Von Prof. Dr. Josef Brandmüller (Fischer Taschenbuch Verlag, 1978) ISBN 3-596-40019-8
- Walther Gerlach and Dietrich Hahn: Otto Hahn – Ein Forscherleben unserer Zeit (Wissenschaftliche Verlagsgesellschaft, WVG, Stuttgart 1984) ISBN 3-8047-0757-2
- Walther Gerlach and Martha List: Johannes Kepler : Der Begründer der modernen Astronomie München, (Piper Verlag GmbH, 1987) ISBN 3-492-15248-1

## 論文
- Walther Gerlach and Otto Stern Das magnetische Moment des Silberatoms, Zeitschrift für Physik Volume 9, Number 1, 353-355 (1922). この論文は1922年4月1日に受理されている。ゲルラッハはフランクフルト・アム・マイン、シュテルンはUniversity of Rostockにいるとなっている。